# Jana Bonnarens
Jana Bonnarens (20 oktober 1991) is een Belgisch padelster.

## Levensloop
Bonnarens behaalde een master Lichamelijke Opvoeding aan de Universiteit Gent.
In 2016 maakte ze deel uit van de Belgische selectie die deelnam aan het wereldkampioenschap in het Portugese Cascais.
Haar partner Nick Braet is eveneens actief in het padel. Samen baten ze Padelclub 4U2 te Gent uit.